# Kalif
Kalif (arapski: خليفة), naslov duhovnog poglavara muslimana koji se smatra nasljednikom Muhameda. Kalifi su vršili svjetovnu i vjersku vlast u prvim državama koje su stvorili Arapi poslije Muhamedove smrti. U 16. stoljeću naslov kalifa nosili su turski sultani.